# رناتو سانتوس
رناتو سانتوس (انگلیسی: Renato Santos؛ زادهٔ ۵ اکتبر ۱۹۹۱) بازیکن فوتبال اهل پرتغال است.
از باشگاه‌هایی که در آن بازی کرده‌است می‌توان به آوش، توندلا، موریرنز، بوآویشتا، و ریو آوه، مالاگا و ولس اشاره کرد.